# Ian Walker (Fußballspieler)
Ian Michael Walker (* 31. Oktober 1971 in Watford) ist ein ehemaliger englischer Fußballtorhüter. Der Sohn des früheren walisischen Nationaltorwarts Mike Walker, der später auch als Trainer unter anderem des FC Everton und von Norwich City bekannt wurde, stand in den 1990er-Jahren lange Zeit als „Nummer 1“ von Tottenham Hotspur zwischen den Posten. Mit den „Spurs“ gewann er 1999 den Ligapokal. Zwischen 2001 und 2005 war der vierfache englische Nationalspieler und EM-Teilnehmer von 1996 und 2004 dann noch einmal Stammkeeper bei Leicester City.

## Sportlicher Werdegang

### Vereinskarriere

#### Tottenham Hotspur (1987–2001)
Ian Walker, Sohn des zwischen 1963 und 1983 aktiven Profitorwarts Mike Walker, begann seine Laufbahn bei Tottenham Hotspur. Dort war er seit Juni 1987 offizieller Teil der Jugendmannschaft, bevor er im Dezember 1989 in den Profikader aufstieg. Er profitierte dabei sehr von dem ehemaligen englischen Nationaltorhüter Ray Clemence, der dort seine letzte aktive Station hatte und zum Ende der 1980er-Jahre in den Trainerstab des „Spurs“ wechselte. Zunächst kam Walker hinter Stammtorhüter Erik Thorstvedt nicht zum Einsatz; mit der Jugendmannschaft gewann er hingegen 1990 den FA Youth Cup. Zu Beginn der Saison 1990/91 wurde er kurzzeitig an den Zweitligisten Oxford United ausgeliehen. Dort bestritt er gegen die Wolverhampton Wanderers am 29. September 1990 sein erstes Profiligaspiel und nach seiner Rückkehr im Anschluss an ein weiteres Kurzengagement für Ipswich Town debütierte er im April 1991 gegen Norwich City auch für Tottenham in der höchsten englischen Spielklasse. Ab dem dritten Spieltag der Saison 1991/92 vertrat er Thorstvedt ein weiteres Mal, kehrte im Oktober 1990 dann wieder ins „zweite Glied“ zurück, bevor er die Spielzeit nach einem weiteren Comeback im April 1992 als vorläufige „Nummer 1“ beendete. In den folgenden beiden Jahren konnte er sich jedoch noch nicht dauerhaft gegen Thorstvedt behaupten. In der Saison 1994/95 „profitierte“ er dann von den massiven Knieproblemen seines Konkurrenten und absolvierte 39 Pflichtpartien. Dabei machte er unter dem neuen Trainer Gerry Francis eine sichtbar positive Entwicklung, obwohl oft generell schwache Abwehrleistungen seine Vorderleute seine guten Torwartleistungen überlagerten. Besonders nachhaltig machte er durch eine Serie von sechs Spielen ohne Gegentor zwischen Mitte Dezember und Anfang Januar 1995 auf sich aufmerksam. Mit seiner Agilität, den schnellen Reflexen und dem Talent, das Spiel „lesen zu können“, geriet er auch schnell in den Fokus der englischen A-Nationalmannschaft und beim Freundschaftsspiel gegen Irland war erstmals Teil des Kaders.
In der Spielzeit 1995/96, als Walker auch zu seinen ersten beiden A-Länderspieleinsätzen kam, zeigte er sich konstant in guter Form. Er blieb im Herbst 1995 in fünf aufeinander folgenden Partien ohne Gegentor, war besonders in großen Drucksituationen auswärts beim FC Liverpool (0:0), bei Manchester United (0:1) und bei Newcastle United (1:1) nervenstark und bestritt alle 47 Pflichtspiele. Sein Aufstieg erhielt erste Rückschläge im folgenden Jahr, gleichsam bei deutlichen Niederlagen gegen Newcastle (1:7) und im Ligapokal gegen den Zweitligisten Bolton Wanderers (2:6) und durch die deutliche Medienschelte, die ihm nach der 0:1-Niederlage im WM-Qualifikationsspiel gegen Italien entgegenschlug – ihm wurde eine erhebliche Mitschuld beim Gegentreffer durch Gianfranco Zola gegeben.
Von Verletzungssorgen in der Tottenhamer Mannschaft geplagt verlief auch die Saison 1997/98 enttäuschend. Die Defensivformation vor Walker wechselte häufig und obwohl er sich gegen damals als hochkarätig angesehene Gegner wie Arsenal und Blackburn schadlos hielt, geriet sein Gehäuse erneut zeitweise zur Schießbude. Dazu zählten eine deftige 1:6-Heimniederlage gegen Chelsea und zwölf Gegentore in vier aufeinanderfolgenden Auswärtsspielen. Eine Schulterverletzung aus der Drittrundenpartie gegen Fulham im FA Cup sorgte kurzzeitig dafür, dass er mit seinem Vertreter Espen Baardsen um den Platz des Stammtorhüters zu kämpfen hatte. Dazu gesellte sich eine Formschwäche, so dass er schließlich nicht einmal mehr für die WM-Endrunde 1998 in Frankreich nominiert wurde. Nach einem enttäuschenden Start mit zwei Niederlagen und sechs Gegentoren in den ersten beiden Ligapartien der Saison 1998/99 wurde er bis Dezember 1998 auf die Ersatzbank verbannt. Ihm glückte dann sein Comeback beim 3:1 im Ligapokal gegen Manchester United und letztlich griff er in 17 aufeinanderfolgenden Spielen zwischen Januar und März 1999 nur sechs Mal hinter sich. Der Abschluss war dabei das 1:0 im Ligapokalfinale gegen seinen späteren Arbeitgeber Leicester City, das er nach einem Tor von Allan Nielsen mit 1:0 gewann. Das Formbarometer zeigte im folgenden Jahr jedoch wieder nach unten, wenngleich er gegen Mannschaften wie Liverpool und Kaiserslautern im UEFA-Pokal gute Kritiken erhielt. Die Verpflichtung von Neil Sullivan vom Absteiger aus Wimbledon leitete dann Walkers Ende in Tottenham ein. In seinem letzten Jahr kam er nur noch selten hinter Sullivan zum Zug. Obwohl er Ende Januar 2001 gegen den FC Southampton und West Ham United jeweils kein Gegentor zuließ, konnte er seinen Trainer George Graham nicht mehr nachhaltig überzeugen und so verließ Walker die „Spurs“ nach knapp zwölf Profijahren in Richtung Leicester.

#### Leicester City (2001–05)
Bei dem Ligakonkurrenten und Abstiegskandidaten Leicester City konnte sich Walker über das Ausmaß von Beschäftigung nicht beklagen und seine Leistungen sorgten weiter dafür, dass ihn Englands Trainer Sven-Göran Eriksson häufig zu Länderspielen berief. Letztlich stieg Leicester aber als Tabellenletzter in die Zweitklassigkeit ab und Walker empfand diesen Umstand als entscheidenden Grund dafür, dass er es nicht in den englischen Kader zur WM-Endrunde 2002 in Japan und Südkorea schaffte. Bereits im Jahr darauf gelang mit Leicester der sofortige Wiederaufstieg und mit seinen Darbietungen war er im Kampf um die Auszeichnung zum ligaweit besten Torhüter später nur Shaka Hislop vom FC Portsmouth unterlegen. Als einziger Akteur seiner Mannschaft, der alle Saisonspiele absolvierte, galt vor allem sein Beitrag beim wegweisenden Duell gegen Crystal Palace (1:0) als prägend, der den Weg zu einem direkten Aufstiegsplatz ebnete.
Das „Auf-und-ab“ setzte sich für Walker in der Saison 2003/04 fort, die mit einem weiteren Erstligaabstieg endete. Dabei zeigte er sich vor allem zu Beginn und Ende als formstark. Zwischendurch geriet er allerdings gelegentlich negativ in die Schlagzeilen – besonders am 31. Januar 2004, als er beim 0:5 daheim gegen Aston Villa fünf Gegentore in 18 Minuten kassierte und nicht einmal zwei Wochen später sein bizarres Eigentor beim 1:1-Remis gegen die Bolton Wanderers. Dennoch war kein „Kredit“ noch so hoch, dass er für die Euro 2004 nominiert wurde und im Vorfeld gegen Island (6:1) auch zu seinem vierten (und letzten) Länderspiel kam.
Aufgrund einer Knieverletzung musste Walker ab Ende August 2004 bis Januar 2005 pausieren. Nach seiner Wiederkehr eroberte er sich seinen Platz zurück und in einer Zeit, als Leicester gar um den Klassenerhalt in der zweiten Liga fürchten musste, sicherte er mit einem gehaltenen Elfmeter gegen West Ham United einen wichtigen Punkt. Am 1. Mai 2005 bestritt er gegen Leeds United sein letztes Spiel für die „Foxes“. Nur wenige Tage später teilte ihm Trainer Craig Levein mit, dass sein Vertrag nicht verlängert werden würde.

#### Bolton Wanderers (2005–08)
Ablösefrei ging es auf Basis eines Ein-Jahres-Vertrages kurz darauf zu den Bolton Wanderers. Unter Trainer Sam Allardyce kam jedoch zu keinem Premier-League-Einsatz, was vor allem daran lag, dass Jussi Jääskeläinen als „gesetzt“ galt und er mit Omans Nationaltorwart Ali al-Habsi weitere prominente Konkurrenz im Kader hatte. Walkers Beitrag beschränkte sich auf Pokalspiele, darunter die frühen Runden im UEFA-Pokal. Da aber seine Erfahrung weiter geschätzt wurde, verlängerte der Vorstand seinen Vertrag und bis Dezember 2008 blieb Walker in Bolton. Da vor allem Ali Al Habsi sich sehr positiv im Verein entwickelte, endete Walkers aktive Profikarriere schließlich vor Jahresablauf. Mitverantwortlich für das Ende der Laufbahn war auch Walkers Rückenverletzung.

### Englische Nationalmannschaft
Früh galt Walker als eines der größten Torwarttalente im englischen Fußball. Er absolvierte zwischen 1990 und 1993 insgesamt neun U-21-Länderspiele. Dazu nahm er 1991 an der Junioren-Weltmeisterschaft in Portugal teil, die mit dem vorzeitigen Aus für England in der Vorrunde endete. Walker stand später viermal für die englische A-Nationalmannschaft auf dem Platz. Sein erstes Länderspiel machte er 1996 gegen Ungarn im Vorfeld der Europameisterschaft im eigenen Land, für die er von Trainer Terry Venables dann auch nominiert wurde.
Letztlich kam er aber hinter Stammtorhütern wie David Seaman oder später David James aber nur selten zum Ersatz und abgesehen von einer weiteren Nominierung zur Europameisterschaft 2004 durch Sven-Göran Eriksson als Nummer drei hinter David James und Paul Robinson blieben ihm weitere Teilnahmen an Endrundenturnieren nicht vergönnt. Kurz vor Beginn der Euro 2004 absolvierte Walker letztmals ein Spiel für die englische Elf, als er am 5. Juni 2004 nochmals gegen Island nach gut einer Stunde für Robinson eingewechselt wurde.

## Nach der Laufbahn als aktiver Spieler
2011 war Walker neun Monate lang Trainer des Bishop’s Stortford FC. Im Dezember des Jahres entließ ihn der Sechstligisten in Folge einer 0:5-Niederlage in der FA Trophy gegen Carshalton Athletic. Im Jahr darauf zog es ihn nach China zu Shanghai Shenhua. Dort hatte mit Nicolas Anelka sein ehemaliger Mitspieler bei den Bolton Wanderers das Amt des Spielertrainers übernommen und fortan diente er dem Klub als Torwarttrainer.

## Titel/Auszeichnungen
- Englischer Ligapokal (1): 1999
- FA Youth Cup (1): 1990